# 西氏後鰭鮭
西氏後鰭鮭，為輻鰭魚綱胡瓜魚目後鰭鮭科的其中一種，溫帶魚類，分布於西南太平洋澳洲淡水、半鹹水域，體長可達10公分，棲息在沼澤、河川及河口，以昆蟲、甲殼類等為食，會進行洄游，生活習性不明，可做為食用魚。